# Bagatelle (Musik)
Die Bagatelle (französisch bagatell[e] für „Kleinigkeit, Liebschaft“) bezeichnet ein kleines Werk der Instrumentalmusik, meist für Klavier.
Die spezielle Verwendung des Begriffs in der Musikwelt geht auf den französischen Komponisten François Couperin zurück, in dessen 10ème ordre de clavecin aus dem Jahr 1717 ein Stück den Titel „Rondeau – les bagatelles“ trägt. Dient hier die Bezeichnung noch zur Charakterisierung eines kleinen Charakterstückes, so bekommt der Begriff erst bei Beethoven seine besondere Bedeutung. Einer ersten Folge von Bagatellen für Klavier aus den Jahren 1794 bis 1823, als Opus 119 von verschiedenen Verlegern als sog. „Raubdruck“ veröffentlicht, war anfänglich allerdings kein Erfolg beschieden. Der Leipziger Verleger Carl Friedrich Peters, dem Beethoven sie zur Inverlagnahme angeboten hatte, lehnte sie als „gar zu klein“ ab und versprach sich keinen Geschäftserfolg von den technisch und musikalisch unausgewogenen Miniaturen. Doch während seiner Arbeit an den letzten drei Klaviersonaten op. 109 – 111 hatte sich Beethovens kompositorische Technik nochmals verändert, und so sind die 1824 veröffentlichten „Bagatellen“ op. 126 in Wahrheit eine formal und ausdrucksmäßig ausgewogene Folge von musikalischen Aphorismen. Der Komponist betonte in seinen Briefen, „dass sie nicht nur völlig neu, sondern auch länger als gewöhnlich und 'etwas ausgeführter' seien, 'wohl die Besten in dieser Art'“.
Beethovens wohl bekannteste „Bagatelle“ ist ein Werk ohne Opuszahl. Es handelt sich um Für Elise (Klavierstück in a-Moll,  WoO 59) von 1810. Hieran anknüpfend, schrieb Franz Liszt 1885 eine „Bagatelle sans tonalité“ für Klavier. Aus der Feder von Antonín Dvořák stammen fünf „Bagatellen“ für Streichtrio und Harmonium op. 47 (1878).
Im 20. Jahrhundert sind es Béla Bartók – für Klavier op. 6 (1908) – und Anton von Webern mit seinem Streichquartett op.9 (1911) gewesen, die das Etikett  „Bagatelle“ wieder aufnahmen. Von Heinrich Marschner (1795–1861) stammen 12 Bagatellen (op. 4) für Gitarre. 1942 gab Theodor W. Adorno einer Sammlung von sechs Liedern mit Klavierbegleitung den Titel „Bagatellen“ (Opus 6) und zielt damit auf die besondere Bedeutung ab, die seit Beethoven mit dem Begriff „Bagatelle“ einhergeht: Obwohl von miniaturhafter Kürze und äußerlich als „Nebensächlichkeit“ abgestempelt, sprechen sie eine ungewöhnliche musikalische Sprache und thematisieren existentiell wichtige Fragen.